# Ibèria (Albéniz)
Ibèria és una suite constituïda de dotze peces per a piano, composta per Isaac Albéniz, entre els anys 1905 i 1909 (durant el retir que es prengué prop de Niça, essent finalitzada només un any abans de la seva mort). Malgrat el seu títol, la majoria de peces que integren aquesta suite es caracteritzen per una escriptura molt inspirada en trets o indrets d'Andalusia, gràcies a l'ús de melodies, ritmes i harmonies pròpies de la música flamenca. Ibèria es considera una obra mestra del repertori pianístic i de la música espanyola.

## Quaderns

### Primer quadern
El 1906 acabà el Primer Quadern que conforma Iberia i que conté les peces Evocación, El Puerto y El Corpus Christi en Sevilla. Aquest primer bloc va estrenar-se el 9 de maig del mateix any per la pianista francesa Blanche Selva Pleyel.

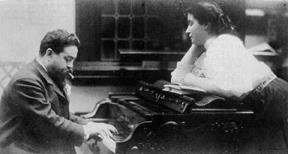
Laura Albéniz amb Isaac Albéniz (Generalitat de Catalunya)

#### Evocación
La primera de les dotze peces que conformen la Suite, està escrita en la bemoll menor i consta de la successió de dos temes principals (el segon dels quals podria recordar-nos una jota), un desenvolupament iniciat per un acord de Do Major i la transformació d'una part de tema dels temes amb una escala de tons i una reexposició.

#### El Puerto
La inspiració d'aquesta peça prové de l'ambient popular del Port de Santa Maria de Cadis. A nivell musical es caracteritza per una presentació del tema a partir d'un motor rítmic, un desenvolupament on hi apareix l'escala de tons i una petita secció conclusiva.

#### El corpus christi en Sevilla
La tercera peça del quadern comença amb una successió d'acords que suggereixen la marxa d'una processó, juntament amb la cançó popular castellana La Tarara (que s'interpreta durant les celebracions sevillanes del Corpus ) i la incorpora, a grans trets, en forma de tema amb variacions.

### Segon quadern
El Segon Quadern fou acabat el mateix any 1906 i estrenat per la mateixa pianista Blanche Selva, l'11 de setembre de 1907 a Sant Joan Lohitzune. Aquest quadern incorporà les peces Rondeña, Almeria i Triana.

#### Rondeña
Es presenta amb una melodia en Re Major que segueix el ritme propi de la malaguenya. Seguidament, arriba la copla central, que conserva el ritme característic de la malaguenya però més reposat, donant peu a una mescla entre els motius característics exposats. Una derivació d'aquesta idea musical acaba conduint la peça a una conclusió en Re Major.

#### Almería
Igual que a El Puerto i a la Rondeña, l'autor presenta dos melodies: una primera més senzilla, succeïda per una segona amb un caràcter més present, aquesta ocasió en un moviment més lent. Les dues melodies es desenvolupen sobre un acompanyament que momentàniament imita el punteig d'una guitarra. La forma de la peça inclou un desenvolupament i l'expectativa una reexposició que finalment es veu deformada.

#### Triana
Un barri sevillà tan popular com Triana es representa musicalment per un gènere i estil tan conegut com les sevillanes. Es suggereix un acompanyament de guitarres i castanyoles

### Tercer quadern
L'estrena del Tercer Quadern fou a París, a la residència de la Princesa de Polignac, el 2 de gener de 1908. Aquest quadern s'integra per El Albaicín, El Polo i Lavapiés.

#### ElAlbacín
Com a encapçalament del Tercer Quadern, cal ressaltar la seva estructura formal: un desenvolupament totalment natural dels motius temàtics, les seves evolucions i les ambigüitats tonals. El nom es refereix al popular barri de Granada, declarat Patrimoni Mundial per la UNESCO l'any 1984. En aquesta ocasió el piano recrea la sonoritat de la buleria, que contrasta amb aportacions del cante jondo.

#### El Polo
Respon a la forma sonata que hem observat fins al moment, però amb algunes llibertats tant a nivell estructural, com a nivell harmònic que irradien un cert caràcter experimental en el conjunt de la Suite. La tonalitat de fa menor reflecteix el caràcter melancòlic de l'obra i també incorpora melodies de cante jondo.

#### Lavapiés
Cal ressaltar les sonoritats de la peça i la seva contraposició a aquesta adaptació de la forma sonata que crea al llarg de la Suite i que afavoreix la utilització més liberal de les dissonàncies. En aquesta peça es crea una textura de desordre sonor degut a l'elevat nombre de dissonàncies, notes i harmonies ornamentals, imitacions esporàdiques i canvis de registre que volen imitar l'aire social del barri de Madrid.

### Quart quadern
L'últim dels quatre quaderns, el Quart Quadern, va ser estrenat l'any 1909, a la Societat Nacional de Música. Aquest està constituït per Málaga, Jerez i Eritaña que utilitzen l'adaptació lliure ja comentada de la forma sonata.

#### Málaga
A banda de donar nom a un important port del sud de la península, el terme Màlaga es fa referència a la forma musical i dansa andalusa, en mode menor i compassos tríades anomenada "la malaguenya". La tonalitat principal és la de si bemoll menor, però cal ressaltar el mode frigi de la part final.

#### Jerez
Nom de la ciutat que acull una de les principals produccions de vins d'Espanya i que en anglès deriva a "sherry". Jerez havia de ser l'última en l'ordre de les composicions de la Suite Ibera i de fet, fou l'última en ser composta, encara que finalment ocupà la penúltima posició, havent rebutjant la proposta d'incloure una composició entorn a Navarra. Jerez està escrita focalitzant el centre tonal en la nota mi, encara que sovint es pot percebre com a dominant de la menor; conté una gran ambigüitat tonal.

#### Eritaña
La peça que ocupa la darrera posició de la Suite, Eritaña, fa referència a la Venta Eritaña, un hostal molt popular localitzat als afores de Sevilla al qual molts escriptors s'hi referien com a font d'inspiració i de celebracions. De tota la Suite, Eritaña va rebre la crítica més entusiasta per part de Claude Debussy. Musicalment, aquesta darrera peça està construïda sobre els patrons rítmics més representatius de les sevillanes, amb una superposició de melodies líriques a l'estil de les coples, al voltant de la tonalitat de mi bemoll major i amb algunes influències del mode mixolidi.

## Orquestracions
L'interès per l'obra i per voler-la adaptar a nous formats musicals no tardà en sorgir. Compositors i intèrprets de la talla de C. Debussy, M. Ravel i Francisco Guerrero mostraren una gran veneració pel conjunt de les peces que integren la Suite elevant-les a la categoria d'obres mestres i volent-les instrumentar per a formació simfònica. Tot i el desig d'aquests compositors, l'únic que pogué fer-lo realitat fou Enrique Fernández Arbós, el propietari de la cessió dels drets per part de la família, que orquestrà cinc de les dotze peces (Evocación, El puerto, Corpus Christi en Sevilla, Triana y El Albaicín). Posteriorment, Carles Surinach finalitzà el treball d'Arbós orquestrant la resta. Posteriorment, a principis dels anys 90, el músic eslovac Peter Breiner va orquestrar la Suite a través el segell Naxos i va ser enregistrat per la mateixa discogràfica, amb Igor Golvschin i l'Orquestra Simfònica de Moscou. L'última versió a destacar és la de Francisco Guerrero Marín, que quedà inacabada per la seva sobtada defunció l'any 1997. Les peces que finalitzà (Corpus Christi en Sevilla, Almería, El Albaicín, El Polo, Málaga y Jerez) foren enregistrades per José Ramón Encinar i l'Orquestra Simfònica de Galícia.

## Enregistraments
D'entre els enregistraments primerencs d'Iberia, es poden destacar els fets per Arthur Rubinstein o per Alícia de Larrocha qui va enregistrar la totalitat de peces de la suite el 1958-9 (Hispavox / Erato DUE 20236/37, [EMI 64504?]). I ho va fer dues vegades més temps després, el 1972 (Londres 448191 i 433926) i 1989 (Londres 417887). L'enregistrament de Luis Fernando Pérez ha estat molt aclamat i li ha valgut la medalla Albéniz. També ha estat enregistrada per Claudio Arrau (només els llibres 1 i 2), Gustavo Díaz-Jerez, Miguel Baselga, Ricardo Requejo, Michel Block, Guillermo González (segons la seva pròpia edició crítica de la partitura), Marc-André Hamelin, Yvonne Loriod, Artur Pizarro, Jean-François Heisser, Esteban Sánchez i Ángel Sanzo entre d'altres.
I també per Enrique Fernández Arbós, que podem sentir en els següents enllaços:
Enrique Fernández Arbós I
Enrique Fernández Arbós II
Enrique Fernández Arbós III